# Barend Kamphuis
Barend Kamphuis (Hallum, 5 juli 1950) is een Nederlands emeritus-hoogleraar en theoloog.

## Leven en werk
Barend Kamphuis is een zoon van de gereformeerde hoogleraar Jaap Kamphuis (1921-2011). Na het behalen van een propedeuse in wiskunde en natuurkunde aan de Rijksuniversiteit van Groningen, studeerde hij theologie aan de Theologische Universiteit van Kampen. Daarna werd hij predikant voor de Gereformeerde Kerken vrijgemaakt in achtereenvolgens Vlissingen (1976-1980), Voorburg (1980-1985) en Amersfoort (1985-1987).  
Van 1987 tot 2015 was hij hoogleraar systematische theologie aan de Theologische Universiteit van Kampen. In 1999 promoveerde hij bij prof. dr. Jan van Genderen van de Theologische Universiteit van Apeldoorn. Op drie september 2015 ging hij met emeritaat en werd opgevolgd door dr. J.M. (Hans) Burger.
Barend Kamphuis is gehuwd en heeft zes kinderen, onder wie Lammert Kamphuis, die naam maakte als filosoof en schrijver.

## Belangrijkste publicaties
- (1988). Klare Taal. De duidelijkheid van de Schrift. Barneveld: Uitgeverij Vuurbaak.
- (1999). Boven en beneden: het uitgangspunt van de christologie en de problematiek van de openbaring nagegaan aan de hand van de ontwikkelingen bij Karl Barth, Dietrich Bonhoeffer en Wolfhart Pannenberg (proefschrift). Kampen: Uitgeverij J.H. Kok.
- (2004). From Common Grace to Secularization. In G. Harinck & D. van Keulen (Red.), The Vicissitudes of Reformed Theology in the Twentieth Century. Zoetermeer: Uitgeverij Meinema.

- Gemeinsame Normdatei: 1120127998
- International Standard Name Identifier: 0000 0000 4079 5830
- Library of Congress Control Number: n2007015169
- Nederlandse Thesaurus van Auteursnamen: 07349061X
- Virtual International Authority File: 33903539
- WorldCat: E39PBJv4jCWRCYdHPbXxhh9FKd